# Verónica Alonso
Pour les articles homonymes, voir Alonso.
Verónica María Alonso Montaño, née le 24 octobre 1973 à Montevideo, est une femme d'affaires et personnalité politique uruguayenne membre du Parti national.

## Biographie

### Jeunesse et éducation
Verónica Alonso naît à Montevideo en le 24 octobre 1973.
Elle commence à étudier les relations internationales à l'Université de la République, et obtient son diplôme à l'Universidad ORT Uruguay (en). Elle passe ensuite un diplôme de troisième cycle en relations internationales et développement politique latino-américain au sein de l'Université Miguel de Cervantes de Santiago. Par la suite elle soutient sa thèse de maîtrise en intégration et commerce international à la faculté de droit de l'Université de Montevideo.

### Carrière politique
Elle commence sa carrière politique au sein du Courant wilsoniste, une faction du Parti national, soutenant le sénateur de l'époque, Francisco Gallinal. Aux élections générales de 2009, elle soutient l'ancien président Luis Alberto Lacalle Herrera. Elle est élue à la Chambre des représentants le même année. Sa première législation est de proposer à la Chambre des représentants d'exonérer du paiement des cotisations patronales les entreprises privées employant des travailleurs de plus de quarante ans.
Lors des primaires pour les présidentielles de 2014, Verónica Alonso soutient la candidature du sénateur Jorge Larrañaga, qui est battu aux élections internes du Parti national par Luis Lacalle Pou. Aux élections générales de cette année-là, au cours desquelles Lacalle Pou est la candidate du Parti national, Verónica Alonso rejoint la faction de l'Alliance nationale, et est élue sénatrice.
En juillet 2018, Verónica Alonso annonce sa candidature pour les primaires des présidentielles de 2019. Cependant, le 8 avril 2019, elle la retire pour soutenir la nomination de l'homme d'affaires Juan Sartori (en),. Lacalle Pou bat Juan Satori aux primaires présidentielles, et est investi candidat du Parti National pour les élections générales de 2019 Lors de ces éléctions, Verónica Alonso se présente pour un nouveau mandat mais n'est pas élue.
En juillet 2020, elle affirme dans une interview avoir eu tort de soutenir la nomination de Juan Sartori, déclarant "J'ai pris une mauvaise décision, mais je ne peux pas remonter le temps". En réaction, la faction partisane de Sartori rapporte son exclusion.

### Vie privée
Verónica Alonso épouse Marcel Gerwer en 2000. Le couple a trois filles, Camila, Delfina et Violeta,. Elle est élevée dans la religion catholique mais se convertit au judaïsme au moment de son mariage.